# Платинадитербий
Пла̀тинадите́рбий — бинарное неорганическое соединение, интерметаллид
платины и тербия
с формулой PtTb2,
кристаллы.

## Получение
- Сплавление стехиометрических количеств чистых веществ:

{\displaystyle {\mathsf {Pt+2Tb\ {\xrightarrow {1430^{o}C}}\ Tb_{2}Pt}}}

## Физические свойства
Платинадитербий образует кристаллы ромбической сингонии, пространственная группа P nma, параметры ячейки a = 0,7147 нм, b = 0,4772 нм, c = 0,8763 нм, Z = 4,
структура типа силицида дикобальта Co2Si.
Соединение образуется по перитектической реакции при температуре ≈1430 °C.
При температуре ниже 98 К соединение проявляет ферромагнитное поведение
.